# بيلكيني
بيلكيني قرية تقع إدارياً ضمن بلدية دريانوفو ‏ في بلغاريا.